# Cadibonapas
De Cadibonapas (Italiaans: Colle di Cadibona), is een 435 meter hoge bergpas die de scheiding vormt tussen de Alpine en Apennijnse bergketens.
Het precieze punt van de pashoogte is omstreden. De officiële locatie van de Cadibonapas is namelijk niet het laagste punt van het bergzadel, dit is de Bocchetta di Altare op 459 meter. Om het punt duidelijk te markeren heeft de Club Alpino Italiano hier een monument geplaatst.
In nabijheid van de pashoogte liggen de snelweg A6 Savona - Turijn en de spoorlijn die Savona met diverse steden in Piëmont verbindt.